# ГЕС Ларона
ГЕС Ларона – гідроелектростанція в Індонезії, на Південно-Східному півострові острова Сулавесі. Знаходячись перед ГЕС Баламбано, становить верхній ступінь в каскаді на річці Ларона, яка витікає з озера Товуті (нижнє в системі озер Малілі) та впадає до затоки Боне (розділяє Південний та Південно-Східний півострови Сулавесі і відкривається на південь у море Флорес).
В межах проекту на виході річки з озера спорудили греблю Батубесі, виконану як кам'яно-накидна споруда з бетонним облицюванням висотою 32 метри та довжиною 550 метрів. Враховуючи високий рівень опадів у районі, а також наявність вище великих природних озер, котрі виконують роль резервуарів, утримуваний греблею Батубесі корисний об’єм води складає лише 10 млн м3, а головним її завданням є відведення ресурсу до прокладеного по висотам лівобережжя дериваційного каналу довжиною 7 км із шириною 14 метрів. По завершенні останнього починаються напірні водоводи довжиною 1,3 км, що спускаються до розташованого на березі Ларони машинного залу.
Основне обладнання станції становлять три турбіни типу Френсіс, які первісно мали потужність по 55 МВт. У кінці 2000-х років австрійська компанія Andritz отримала замовлення на їх модернізацію до показника у 67 МВт. Це обладнання працює при напорі від 140 до 142,3 метрів.
Як і інші станції каскаду, ГЕС Ларона належить гірничодобувному гіганту Vale, якому потрібна велика кількість електроенергії для забезпечення нікелевого комбінату у Соровако.